# 小田井涼平
小田井 涼平（おだい りょうへい、1971年2月23日 - ）は、日本の俳優、声優。大阪府大阪市此花区生まれ、兵庫県川西市出身。G-STAR.PRO所属。
2022年12月31日までは歌謡グループ・純烈のコーラスとしても活動していた。旧芸名は涼平（りょうへい）。妻はタレントのLiLiCo。

## 略歴
神戸学院大学法学部卒業後、家電メーカー（営業職）に就職したが、仙台での勤務を命じられたのを機に、見知らぬ町で友人を作るために涼平名義でモデル活動を開始した。会社勤務と並行しながら、JA東北や山形新聞など地場大手企業のCMに出演。やがてモデルの面白さに惹かれ退職。東京に転居し、男性向けファッション雑誌『Gainer』や各ブランドの発表会などで活躍する。また、当時は芸能仕事の勉強で藤村俊二の付き人を務めていた。当時の生年月日は1973年2月23日と記されていたが、これは『仮面ライダー龍騎』のオーディションの応募条件が30歳未満だったことから、2歳サバを読んでオーディションを受けた事情によるものである。
2002年、テレビドラマ『仮面ライダー龍騎』（テレビ朝日）のメインキャラクターである北岡秀一 / 仮面ライダーゾルダ役で俳優デビューを果たす。以降は俳優としてテレビドラマやCMの出演が増え、2005年10月にモデル専門の小規模事務所であるスタッフ21からフロム・ファーストプロダクションに移籍。その際、「ファーストネームだけの芸名では俳優活動には不便」という理由から、芸名を小田井涼平に改名。その後、G-STAR.PROに所属し現在に至る。
2007年、酒井一圭の誘いで歌謡コーラス・グループ「純烈」のメンバーとなる。純烈として2010年に「涙の銀座線」でユニバーサルレコードよりメジャーデビュー。2018年の『NHK紅白歌合戦』に初出場を果たした。2018年4月2日、純烈としてゲスト出演した『ノンストップ!』（フジテレビ）の生放送中に、同番組のレギュラー出演者（当時）であるLiLiCoと2017年に婚姻届を提出していたことを発表した。2019年7月27日、LiLiCoの故郷であるスウェーデンのストックホルムで挙式。結婚式の様子は『日立 世界ふしぎ発見!』（TBS系列）のスウェーデン特集内で放送された。2020年11月には「いい夫婦　パートナー・オブ・ザ・イヤー2020」を受賞した。
2022年4月1日、年内限りで純烈を脱退することをファンクラブサイトで報告。なお、ソロとしての芸能活動は継続していく。同年10月5日、純烈のメンバーでは初のソロアルバムとなる『息子がお世話になりました』を発売した。ジャケットはブロマイド販売で有名なマルベル堂で撮影した両親との3ショット写真である。12月31日、第73回NHK紅白歌合戦への出場を最後に純烈から卒業した。今後は個人として芸能活動を継続する。

## 人物
- 趣味は模型制作、DVD鑑賞。特技はスキー、スノーボード、バレーボール[1]。
- 好きな作家と漫画家は三谷幸喜、中島かずき、福井晴敏、鳥山明、桂正和、井上雄彦、原哲夫、三浦建太郎[1]。好きなアーティストはバービーボーイズ、UNICORN、米米CLUB[1]。
- 『機動戦士ガンダム』シリーズの熱心なファンとしても知られ、アニメ『機動戦士ガンダムSEED』ではカラミティガンダムを駆るオルガ・サブナック役[15]で声優デビューを果たした。元々は『仮面ライダー龍騎』の絡みでホビー系雑誌への露出が多かったが、ガンダムを始めとするサンライズ系ロボットアニメへの造詣の深さから、様々な企画が成された（涼平専用ガンダム、本人デザインのオリジナルデカール付録化など）。『仮面ライダー龍騎』の放送当時にホビー誌に連載された番組記事上では「好きなモビルスーツはゼータプラス」「ハロをティターンズカラーに塗ってきました」などの発言がことごとく読者の共感を呼び、現在も『電撃ホビーマガジン』誌などでコラムを連載している。
- ガンダムシリーズで一番好きなキャラは『機動戦士ガンダム 第08MS小隊』のシロー・アマダ。前述のように一番好きなモビルスーツはΖプラスだが[16]、アニメに出ている中では「ベストはΖガンダム」と述べている[17]。
- 仮面ライダーゾルダのアンダースーツが緑色だったためか、ファンから緑色のプレゼントをよく貰ったという。
- 元大相撲力士の豊ノ島大樹とは三従兄弟の関係である。お互いの祖父が従兄弟同士で、2人の曽祖父が兄弟同士のため（但し、8親等なので、6親等までを親戚とする民法上は他人）[18]。

## 出演

### テレビドラマ
- 仮面ライダー龍騎（2002年、テレビ朝日） - 北岡秀一 役[19]
  - 仮面ライダー龍騎スペシャル 13RIDERS（2002年9月19日） - 北岡秀一 / 仮面ライダーゾルダ 役
- 京都地検の女（2003年、テレビ朝日） - 三村正義 役
- 真実一路（2004年、東海テレビ）
- 虹のかなた（2004年、毎日放送） - 唐沢佳和（演劇青年） 役
- はみだし刑事情熱系 最終章（2004年、テレビ朝日）
- ホットマン2（2004年、TBS）
- 東京ミチカ New year SP（2005年、フジテレビ）
- 離婚弁護士II（2005年、フジテレビ）
- ヤ・ク・ソ・ク（2005年、TBS）
- 牙狼-GARO- 第5話「月光」（2005年、テレビ東京） - 森野仁 役
- ウルトラシリーズ（TBS）
  - ウルトラマンマックス 第32話（2006年） - 宇宙工作員ケルス 役
  - ULTRASEVEN X 第7話（2007年） - ディー 役
- 夜王〜YAOH〜 最終話（2006年3月24日、TBS）
- プリマダム 第3話（2006年4月26日、日本テレビ） - 竹之内 役
- 特命!刑事どん亀 第6話（2006年5月15日、TBS） - 赤岡誠一郎 役
- 土曜プレミアム（フジテレビ）
  - 新・美味しんぼ（2007年1月20日） - 団一男社長 役
  - 新・美味しんぼ PART2（2007年11月17日） - 団一男社長 役
- 蛙男商会のホラーナイト（2007年、MBS） - 成島 役
- 赤い血の殺意（2008年、TBS） - 和久井雅也 役
- 臨場 第一章 第4話（2009年5月6日、テレビ朝日） - 皆川明 役
- 水曜ミステリー9「負け組法律事務所〜沈黙する証人〜」（2015年1月28日、テレビ東京）
- 警視庁・捜査一課長2020 第5話（2020年5月7日、テレビ朝日） - 灰田民夫 役[20]
- ももいろ あんずいろ さくらいろ（2021年2月21日、ABC・テレビ朝日） - 源真司 役[21]
- リカ〜リバース〜（2021年3月20日 - 4月3日、東海テレビ・フジテレビ） - 雨宮武士 役[22]
- ひねくれ女のボッチ飯 第2話（2021年7月1日、テレビ東京） - 佐竹 役[23]
- 全力で、愛していいかな?（2023年2月4日 - 3月25日、テレビ東京） - 夢路 役[24]
- 精神分析医 氷室想介の事件簿2-ベストセラー小説に隠された殺人事件の謎-（2023年10月1日、BS-TBS・BS-TBS4K） - 溝端裕治 役[25]
- さよならマエストロ〜父と私のアパッシオナート〜 最終話（2024年3月17日、TBS） - 高橋 役[26]
- 科捜研の女 season24 第5話（2024年7月31日、テレビ朝日） -  三木良治 役[27]
- 連続テレビ小説 あんぱん 第18週・第19週（2025年7月30日 - 8月8日、NHK） - 出川部長 役[28]

### バラエティ
- 小田井涼平のあい旅（2023年2月2日 - 、BSJapanext）[29]
- 小田井涼平のレトロマングルメ（2023年4月18日 - 、群馬テレビ）[30]
- かちかちPress「小田井の今、佐賀にいます。」（2023年4月4日 - 、サガテレビ） - 火曜コーナー
- かんさい情報ネットten.（2023年4月17日 - 、読売テレビ） - 月曜レギュラー[31]
- ヒルナンデス!（2023年9月6日 - 、日本テレビ） - 水曜シーズンレギュラー[32]
- 大好き♡東北 定禅寺しゃべり亭（2025年4月 - 、NHK仙台） - 司会[33]

### 特別番組
- 24時間テレビ 愛は地球を救う47（2024年8月31日、日本テレビ）[34]

### イベント
- ポップカルチャーの祭典「東京コミコン2020」（2020年12月4日 - 6日） - 夫妻でメインMCを担当[35][36]

### 映画
- 仮面ライダーシリーズ（東映）
  - 劇場版 仮面ライダー龍騎 EPISODE FINAL（2002年） - 北岡秀一 / 仮面ライダーゾルダ 役
  - 仮面ライダー×スーパー戦隊 超スーパーヒーロー大戦（2017年3月25日） - 北岡秀一 / 仮面ライダーゾルダ / ミドライダー 役[19]
- Bird's Eye（2003年） - 本条直人 役
- Scratch!（2004年） - ホットドッグ屋店長 役（特別出演）
- 月猫に蜜の弾丸（2004年） - クロキン 役
- ブラッディ・ナイト・ア・ゴーゴー（2005年） - 主役・長瀬 役
- 天正伊賀の乱（2005年、NETCINEMA.TV）
- ウォーターズ（2006年）
- オンナゴコロ（2009年） - ツヨシ 役
- SとM 劇場版（2010年3月13日） - 戸田誠 役
- スレイブメン（2017年3月10日）
- スーパー戦闘 純烈ジャー（2021年9月10日） - 小田井涼平 / 純ブルー 役[37][38]

### 舞台
- 劇団たいしゅう小説家「白い嘘」（2003年）
- 劇団I-CHI-MI「どれミゼラブル」（2004年）
- 「夜叉ヶ池」（2004年）
- 「下駄とチャペルとフォークギター」（2005年）
- 「1945年の忠臣蔵」（2005年）
- 「KABUKU」（2006年）
- 劇団コーンフレークス旗揚げ公演「センチメンタルヤスコ」（2006年）
- 「Mama Loves Mambo 4」（2006年）
- 「雨に笑えば〜Smill'in in The Rain」（2007年）
- Tomotakaプロデュース「犬神戦記」（2007年8月31日 - 9月2日、シアターVアカサカ）
- 「switch」（2007年）
- 「トライフル」（2008年）
- TUFF STUFF Presents「ホスピタルビルド」（2008年）
- ベニバラ兎団公演「7@dash〜僕らの人生はいつもA'だった…」（2008年）
- 劇団たいしゅう小説家COMEDY TRAIN 2号「オープン・The・Show」（2008年）
- G&Gアクターズファクトリープロデュース「…from the moonlight〜月からの贈り物〜」（2008年）
- TUFF STUFF×X-QUEST「森の風子」（2008年）
- 劇団たいしゅう小説家COMEDY TRAIN MINI PLAY「サダオのサダメ」（2008年）
- 「リズミックタウン」（2008年）
- 「苦情の手紙」（2009年）
- 日仏交流150周年記念公演「ムーラン・ドゥ・ラ・ギャレット」（2009年9月5日 - 12日、日本青年館、脚本・演出：西田大輔） - シャルル・ジドレール 役
- 「かもめ〜愛を紡ぐ人」トリゴーリン役（2010年）
- bpm公演「ジッパー!」（2010年）
- RAGTIME S&D「NEW WORLD」（2011年）
- bpm公演「池田屋チェックイン」（2011年） - 近藤勇 役
- 舞台「戦国BASARA2」（2012年） - 豊臣秀吉 役
- 舞台「ライン」（2012年） - ゴウダ（業田毅） 役
- 舞台「戦国BASARA3 宴弐」-凶王誕生×深淵の宴-（2013年） - 豊臣秀吉 役
- ミュージカル『ザ・ミュージック・マン』（2023年） - マーセラス・ウォッシュバーン 役[39]
- 朗読劇「あの空を。」（2023年）[40]

### テレビアニメ
- 機動戦士ガンダムSEED（2002年、毎日放送） - オルガ・サブナック 役[41]
- 機動戦士ガンダムSEED DESTINY（2004年、毎日放送） - オルガ・サブナック 役

### OVA
- switch（2008年） - 葛谷将兵 役

### ゲーム
2000年代
- 仮面ライダー龍騎（2002年、仮面ライダーゾルダ）
- SDガンダム GGENERATION（2004年 - 2025年、オルガ・サブナック） - 8作品
- 機動戦士ガンダムSEED シリーズ（2004年 - 2012年、オルガ・サブナック） - 4作品
- 第3次スーパーロボット大戦α 終焉の銀河へ（2005年、オルガ・サブナック）
- 機動戦士ガンダム vs.シリーズ（2005年 - 2007年、オルガ・サブナック） - 3作品

2010年代
- 機動戦士ガンダム エクストリームバーサス（2010年 - 2012年、オルガ・サブナック） - 2作品
- 機動戦士ガンダム エクストリームバーサス2（2018年 - 2025年、オルガ・サブナック） - 4作品
- 幕末恋華・花柳剣士伝（2007年、相楽総三）

2010年代
- オール仮面ライダー ライダージェネレーション（2016年、仮面ライダーゾルダ）

2020年代
- 仮面ライダーバトル ガンバライジング（2021年、仮面ライダーゾルダ）
- 仮面ライダーバトル ガンバレジェンズ（2023年、仮面ライダーゾルダ）
- 機動戦士ガンダム アーセナルベース（2024年、オルガ・サブナック）

### CM
- カネボウフーズ「甘栗むいちゃいました」
- NTTコムウェア

### 雑誌
- フィギュア王「涼平虫が今日も行く!」（2003年 - 2004年、コラム連載）
- 電撃ホビーマガジン「ダブルRのオリジナルガンダマイズミッション」（2003年 - 2005年、コラム連載） - 空山竜司との共著
- 東映ヒーローMAX「緑ときどきヒゲ」「対義×名文」（2003年 - 2006年、コラム連載） - 弓削智久との共著
- 電撃ホビーマガジン「涼平のナンダ?マイズミッション」（2005年 - 2007年、コラム連載）
- 宇宙船「小田井涼平のMy Favorite Toy」（2008年 - 連載中、コラム連載）

### ドラマCD
- 新説・こころ（2010年） - K 役

### 玩具
- COMPLETE SELECTION MODIFICATION V BUCKLE（2018年12月） - 北岡秀一 / 仮面ライダーゾルダ 役
- CSM Vバックル 4大仮面ライダーセット（2024年11月） - 北岡秀一 / 仮面ライダーゾルダ 役

### ラジオ
- まんまる（2024年4月5日 - 、NHKラジオ第1） - 金曜パーソナリティ

## 作品

### アルバム
- 息子がお世話になりました（2022年10月5日発売、日本クラウン）[44][45]

### シリーズ一覧
1. ↑  『SEED』（2004年）、『PORTABLE』（2006年）、『WARS』（2009年）、『WORLD』（2011年）、『3D』（2011年）、『OVER WORLD』（2012年）、『CROSSRAYS』（2019年）、『ETERNAL』（2025年）
2. ↑  『終わらない明日へ』（2004年）、『機動戦士ガンダムSEED DESTINY』（2004年）、『GENERATION of C.E.』（2005年）、『BATTLE DESTINY』（2012年）
3. ↑  『連合vs.Z.A.F.T.』（2005年）、『連合vs.Z.A.F.T.II PLUS』（2006年）、『連合vs.Z.A.F.T. PORTABLE』（2007年）
4. ↑  『エクストリームバーサス』（2010年）、『フルブースト』（2012年）
5. ↑  『エクストリームバーサス2』（2018年）、『クロスブースト』（2022年）、『オーバーブースト』（2023年）、『インフィニットブースト』（2025年）